# コングの復讐
『コングの復讐』（コングのふくしゅう、英語：Son of Kong）は、1933年のアメリカ合衆国の映画。同年3月に公開された『キング・コング』の続編。

## あらすじ
騒動から1カ月が過ぎ、キングコングを連れ込んだデナムは、被害を受けたニューヨーク市民から損害賠償を求められ生活が困窮していた。そんな中、デナムと同じく船を差し押さえられ困窮していた船長のエングルホーンは、起死回生のため彼を誘い東南アジアへ交易の旅に出る。思ったような成果を挙げられずにいた二人は港の酒場で、かつて髑髏島の地図を譲ってもらったヘルストロームに出会う。ヘルストロームから「髑髏島には原住民の宝が隠されている」と聞いた二人は再び髑髏島に向かう。航海の途中、デナムは港のサーカスで出会ったヒルダが密航していることを知るが、引き返すことができないため、彼女の同行を認めた。ヒルダの父は出港の前日、ヘルストロームと口論になり殺害されていたため、二人は険悪な状態の中で航海を共にした。
髑髏島に到着したデナムは上陸しようとするが、ヘルストロームに扇動された船員たちの反乱に遭い、彼はヒルダ、船長、料理番のチャーリーの三人と共にボートで船を離れる。一方、引き返そうとしたヘルストロームも船員たちに裏切られ、デナムたちに渋々合流する。島に上陸したデナム達だったが、かつてコングを連れ出したためか島民達の救いを得ることも出来ずにいた。そんな中、島のジャングル内をヒルダと行動を共にする中で、キングコングの息子に出会う。デナムは沼に落ちていたコングを助けた直後に大熊に襲われるが、デナムに懐いたコングに助けられた。
翌日、デナムはコングの助けを借りて原住民の宝を発見する。そこに恐竜が現れ二人に襲いかかるが、コングによって撃退される。デナムは船長たちと合流するが、直後に大地震が発生し髑髏島が沈み始める。ヘルストロームはデナムらを見捨て一人で脱出しようとするが、海竜に襲われ食い殺されてしまう。ヒルダ、船長、チャーリーの3人はボートに乗り込み無事脱出するが、宝を取ろうとしたデナムは取り残されてしまう。だがコングはデナムを髑髏島の頂上へと連れて行き、最後まで彼を助けようとする。そして3人の乗ったボートにデナムを託すと、コングは沈みゆく島とともに運命を共にするのだった。
漂流した4人はボートは数日後に救助され、その船上でデナムとヒルダは結婚を約束するのだった。

## キャスト
※括弧内は日本語吹替（NHK総合：1961年10月22日）
- カール・デナム（英語版）：ロバート・アームストロング（川久保潔）
- ヒルダ・ピーターソン：ヘレン・マック（英語版）（林洋子）
- エングルホーン船長：フランク・ライヒャー（英語版）（梶哲也）
- ニルス・ヘルストローム：ジョン・マースト（納谷悟朗）
- チャーリー：ヴィクター・ウォン（英語版）
- 原住民のチーフ：ノーブル・ジョンソン（英語版）
- ヒルダの父：クラレンス・ウィルソン（英語版）

1934年に日本で上映された際には松井翠声による解説ナレーション付きで上映された。

## 制作
本作は1933年3月に公開した『キングコング』の大ヒットを受け制作が決定した作品だが、引き続いて脚本を担当したルース・ローズは本作には乗り気ではなく脚本にも力を入れなかった。当初の脚本では髑髏島沈没の前に原住民との闘争が用意されていたが、前作を下回る予算と短期間の撮影スケジュールのため没となった。一方、デナム役のロバート・アームストロングは「デナムのキャラクターを広げることが出来た」として本作を好意的に捉えている。
本作に登場するリトルコングは制作段階では「キコ」の通称で呼ばれていたが、本編ではこの通称は呼ばれていない。アップのシーンで登場するリトルコングの腕は、前作で使用されたキングコングの腕を体毛を張り替えたものが使用されている。この腕は現存しており、映画史家のボブ・バーンズが所有している。
特殊効果も前作と同じくウィリス・オブライエンが担当したが、終盤ではほとんどの仕事を弟子に任せていたという。前作で使用したスティラコサウルスの模型を使用してストップモーション・アニメーションの撮影を行っているが、前作よりもその規模は縮小されている。その後、スティラコサウルスの模型はリメイク版『キング・コング』の監督ピーター・ジャクソンが所有している。この他にも前作で登場したアパトサウルスの模型が、髑髏島が沈没するシーンに使用されている。

## 評価
本作で最終的に制作側が得た利益は13万3,000ドルに留まっている。ニューヨーク・タイムズは「いくつかの笑いを含む程度の低いメロドラマ」と酷評したが、「プロデューサーによるコメディのビジョンには、議論の余地がある」と付け加えている。バラエティは「フェアなエンターテインメント」と批評しており、Rotten Tomatoesでは支持率40%の低評価となっている。